# Elecciones generales de Uganda de 2016
Las elecciones generales de Uganda de 2016 se celebraron el 18 de febrero para escoger al Presidente del período 2016-2021 y a los 426 miembros del Parlamento. El día de la votación fue declarado día festivo a nivel nacional.
Los candidatos presidenciales fueron el presidente incumbente Yoweri Museveni, del Movimiento de Resistencia Nacional, gobernante desde 1986, Kizza Besigye, del Foro para el Cambio Democrático, principal líder de la oposición desde las elecciones de 2001. Abed Bwanika, otro opositor desde 2001, también presentó su candidatura. En esta ocasión, el ex Primer ministro Amama Mbabazi, antiguo aliado de Museveni retirado de su cargo en octubre de 2014, se presentó como candidato de la Alianza Democrática, una coalición de partidos opositores menores. Otros candidatos incluían al excanciller de la Universidad Makerere Venansius Baryamureeba, el general retirado Benon Biraaro, Joseph Mabirizi y el exasesor presidencial Faith Kyalya. Las denuncias de manipulación y violencia en las mesas de votación fueron ampliamente reportadas y el horario electoral se extendió en varios lugares después de reportes de personas que no pudieron emitir su voto.
Según la Comisión Electoral, Museveni obtuvo la victoria con el 60% de los votos, a pesar de que las encuestas de opinión le aseguraban un resultado mucho menor, llegando a sugerirse que, de haber sido la elección completamente transparente, habría tenido que enfrentar una segunda vuelta electoral contra Besigye. Los candidatos de la oposición afirmaron que las elecciones fueron estropeadas por el fraude generalizado, las irregularidades en la votación, el arresto repetido y arbitrario de los políticos de la oposición (Besigye llegó a ser detenido cuatro veces entre el 15 y el 21 de febrero y Mbabazi fue puesto bajo arresto domiciliario) y un clima de intimidación de los votantes. Los Estados Unidos y la Unión Europea afirmaron que la elección no podía ser considerada, ni mucho menos, libre y justa. Los observadores de la Mancomunidad de Naciones criticaron el uso indebido de los activos del estado en favor del candidato oficialista.

## Sistema electoral
El presidente de Uganda es elegido por mayoría absoluta para un mandato de cinco años, requiriéndose una segunda vuelta electoral entre los dos candidatos más votados si ninguno de estos consigue al menos el 50% de los votos en la primera vuelta. El capítulo 142 de la Ley de Elecciones Presidenciales de 2000 de Uganda estipula que los candidatos presidenciales deben ser ciudadanos de Uganda por nacimiento, tener entre 35 y 75 años de edad y calificar para ser miembro del Parlamento. También se exige a los candidatos que certifiquen su salud física y mental, y que no tengan una conexión formal con la Comisión Electoral de Uganda. Hasta la aprobación de la nueva constitución de 2005, existía un límite de dos mandatos, que fue eliminado.
Los miembros del Parlamento de Uganda son elegidos en circunscripciones uninominales mediante representación proporcional. Existen varios escaños reservados para las mujeres y los jóvenes, y diez son designados por las Fuerzas Armadas del Pueblo de Uganda. El parlamento electo en 2011 tenía 375 miembros, pero en 2015 votó a favor de aumentarse a 426 (siendo electos 418 de ellos), dado el crecimiento de la población. Las elecciones fueron supervisadas por la Comisión Electoral de Uganda, que registró 15.277.198 votantes.

## Candidatos presidenciales
Ocho candidatos disputaron las elecciones presidenciales. De estos candidatos, cuatro eran guerrilleros que lucharon en la guerra civil que llevó al NRM al poder en la década de 1980. Museveni se presentó para un séptimo mandato presidencial, después de haber derrocado al régimen militar de Tito Okello en 1986. Museveni había sido presidente durante más de treinta años, en un país donde el 78% de la población no superaba esa edad al momento de las elecciones. El principal rival para el gobierno era Kizza Besigye, un antiguo militar aliado del régimen y amigo personal de Museveni que cortó relaciones con él en la década de 1990, acusando a Museveni de transformar la cruzada democrática contra el gobierno autoritario de Milton Obote que fue la guerra civil en una dictadura autoritaria y corrupta.
Amama Mbabazi, un ex Primer ministro de Uganda y miembro fundador del NRM, se enfrentó al presidente en ejercicio con la creación del partido Avanzar (Go Foward) que se alineó con otros partidos menores de la oposición (el Foro de la Justicia, el Congreso Popular de Uganda y el Partido Democrático) para configurar la Alianza Democrática. Mbabazi fue despedido como Primer ministro en 2014 en una lucha de poder con Museveni. El Foro para el Cambio Democrático inicialmente intentó unirse a la Alianza Democrática para presentar una oposición unificada contra Museveni, pero por falta de consenso sobre el método de elección del candidato opositor (formalmente una disputa entre Mbabazi y Besigye) la oposición se fragmentó.
Abed Bwanika, un veterinario, también se presentó por tercera vez, bajo la bandera del Partido del Desarrollo del Pueblo (PDP). A pesar de ser su tercera postulación, Bwanika ya había fallado varias veces en obtener apoyos en su campaña.

## Campaña

### Encuestas de opinión
La mayoría de las encuestas aseguraban una victoria para Museveni en primera vuelta, aunque se creía que sería una victoria mucho más estrecha que las anteriores, cercana al 51%. En la encuesta realizada por The East African, muchos ciudadanos ugandeses, concretamente el 61% de los encuestados, afirmaron que, puesto que Uganda no ha visto una sola transición pacífica de poder desde su independencia, no confiaban en que Museveni entregaría el cargo si perdía las elecciones. De ese 61%, un 55% afirmó que votaría por Museveni solo para evitar otra guerra civil. La encuesta de Research World International tenía un margen de error del 5%, por lo que se advertía que Museveni fácilmente podría obtener un 46% de los votos y no podría evitar un balotaje contra Besigye, a quien se le auguraba un 32%.
| Encuestador                                                                      | Fecha                    | Tamaño | Yoweri Museveni NRM | Kizza Besigye FDC | Amama Mbabazi AD | Otros | Indeciso |
| -------------------------------------------------------------------------------- | ------------------------ | ------ | ------------------- | ----------------- | ---------------- | ----- | -------- |
| Encuestador                                                                      | Fecha                    | Tamaño |                     |                   |                  | Otros | Indeciso |
| Research World International                                                     | 5-8 de diciembre de 2015 | ~2000  | 59.9%               | 21%               | 1.9%             | 1.3%  | 16.1%    |
| Research World International Archivado el 3 de julio de 2017 en Wayback Machine. | 19/12/2015 - 10/01/2016  | ~2000  | 51%                 | 32%               | 12%              | 5%    | 5%       |
| Ipsos Uganda                                                                     | 1–8 de febrero de 2016   | ~2000  | 53%                 | 28%               | –                | –     | –        |

### Debates
El 15 de enero de 2016, Uganda celebró el primer debate presidencial televisado de su historia. El debate tuvo lugar en el Hotel Serena de Kampala y fue dirigido por el presentador de la BBC Newsday Alan Kasujja y la periodista de KTN Nancy Kacungira. Al debate asistieron todos los candidatos presidenciales excepto Museveni. Temas como la creciente deuda nacional de Uganda, la corrupción, la educación y la creación de empleo estaban en el centro de todos los manifiestos de los candidatos.
Un mes más tarde, el 13 de febrero, se celebró un segundo debate presidencial en el mismo lugar, esta vez contando con la asistencia de Museveni. Los ocho candidatos aparecieron en el debate, aunque Joseph Mabirizi llegó más tarde. El debate fue moderado por el Dr. Shaka Ssali, que es un anfitrión de VOA's Straight Talk África , el Dr. Joel Serunkuma Kibazo, el director de comunicaciones y relaciones externas en el Banco Africano de Desarrollo, y la Dra. Suzie Muwanga, la cabeza de Ciencias Políticas y Administración Pública en la Universidad de Makerere. Dada la presencia de Museveni, el segundo debate fue notoriamente más agresivo y competitivo, y se basó en la política exterior, la seguridad nacional y la economía.

### Controversias pre-electorales
Durante la campaña, el gobierno reclutó a cientos de miles de jóvenes desempleados, aparentemente con el deber cívico de evitar irregularidades y asegurar una elección libre y justa. Sin embargo, Human Rights Watch acusó al gobierno de manipular a los jóvenes para que cometieran actos vandálicos contra la oposición.
Las quejas por irregularidades durante la preparación de la jornada electoral fueron amplias. El 1 de febrero de 2016, la llegada de las papeletas de oposición impresas en Sudáfrica se retrasó tres horas y algunos teóricos sugirieron que se trataba de un juego sucio de parte del gobierno para realizar fraude. Se afirmó que el avión de Ethiopian Airlines hizo una escala no programada en Kigali, Ruanda, donde algunas papeletas fueron dejadas para posteriormente ser transportadas a Uganda. La acusación fue negada tanto por la Autoridad de Aviación Civil de Ruanda como por la Comisión Electoral de Uganda. Se dijo que el retraso se debió a problemas meteorológicos en Johannesburgo. El 13 de febrero de 2016, menos de una semana antes de las elecciones, la Comisión Electoral aceptó que 20.000 nombres registrados durante el proceso electoral no existían después de que dos denunciantes dijeran que había algunos nombres fantasmas en la lista.
El 15 de febrero, mientras Kizza Besigye dirigía su campaña en la Universidad de Makerere en Kampala, la policía de Uganda entró a detener al candidato del FDC. Cuando las fuerzas de seguridad acusaron a Besigye de romper las reglas de campaña, la multitud presente comenzó a protestar, lo que generó que se lanzaran gases lacrimógenos. Besigye fue trasladado fuera de la capital, aunque por presión de los manifestantes acabó siendo liberado. El día de las elecciones, 18 de febrero, Besigye fue arrestado nuevamente y liberado pocas horas después.
Ese mismo día, el gobierno ordenó a los proveedores de servicios móviles MTN y Airtel bloquear las plataformas de redes sociales. Para justificar esta medida, gobierno afirmó que plataformas como Twitter, Facebook y WhatsApp difunden rumores y crean un caos innecesario en el período electoral. El FDC y la Alianza Democrática criticaron esta medida, afirmando que el objetivo de este bloqueo era impedir que los partidarios locales de la oposición pudieran documentar, mediante fotografías o vídeos en las redes sociales, las irregularidades y amenazas en los centros de votación. The New York Times informó que al menos dos personas habían muerto y veinte resultaron heridas en disturbios durante la semana de las elecciones.

## Resultados

### Presidenciales
Museveni fue declarado el ganador el 20 de febrero de 2016. Los resultados de la comisión electoral lo mostraron con el 60.62% de los votos contra el 35.61% que recibió Besigye.
| Candidato                          | Partido                            | Votos      | %     |
| ---------------------------------- | ---------------------------------- | ---------- | ----- |
| Yoweri Museveni                    | Movimiento de Resistencia Nacional | 5.971.872  | 60.62 |
| Kizza Besigye                      | Foro para el Cambio Democrático    | 3.508.687  | 35.61 |
| Amama Mbabazi                      | Avanzar                            | 136.519    | 1.39  |
| Abed Bwanika                       | Partido del Desarrollo del Pueblo  | 89.005     | 0.90  |
| Venansius Baryamureeba             | Independiente                      | 52.798     | 0.54  |
| Faith Kyalya                       | Independiente                      | 42.833     | 0.43  |
| Benon Biraaro                      | Partido de los Granjeros de Uganda | 25.600     | 0.26  |
| Joseph Mabirizi                    | Independiente                      | 24.498     | 0.25  |
| Votos en blanco/anulados           | Votos en blanco/anulados           | 477.319    | –     |
| Total                              | Total                              | 10.329.131 | 100   |
| Votantes registrados/participación | Votantes registrados/participación | 15.277.198 | 67.61 |
| Fuente: EC                         |                                    |            |       |

### Parlamentarias
| Partido                            | Votos      | % | Escaños         | Escaños | Escaños  | Escaños | Escaños |
| Partido                            | Votos      | % | Circunscripción | Mujeres | Especial | Total   | +/–     |
| ---------------------------------- | ---------- | - | --------------- | ------- | -------- | ------- | ------- |
| Movimiento de Resistencia Nacional |            |   | 199             | 84      | 10       | 293     | +30     |
| Foro para el Cambio Democrático    |            |   | 29              | 7       | 0        | 36      | +2      |
| Partido Democrático                |            |   | 13              | 2       | 0        | 15      | +3      |
| Congreso Popular de Uganda         |            |   | 4               | 2       | 0        | 6       | –4      |
| Independientes                     |            |   | 44              | 17      | 5        | 66      | +23     |
| Fuerzas Armadas                    | –          | – | –               | –       | 10       | 10      | 0       |
| Votos en blanco/anulados           |            | – | –               | –       | –        | –       | –       |
| Total                              |            |   | 289             | 112     | 25       | 426     | +51     |
| Votantes registrados/participación | 15.277.198 |   | –               | –       | –        | –       | –       |
| Fuente: EC                         |            |   |                 |         |          |         |         |